# Trò chơi tình yêu
Trò chơi tình yêu (Game Rai Game Rak / เกมร้ายเกมรัก) là một bộ phim truyền hình Thái Lan dài 21 tập chiếu trên đài truyền hình Channel 3 (CH3) Thái Lan. Phim với sự tham gia của Nadech Kugimiya & Urassaya Sperbund.

## Nội dung
Không ai biết đây thực sự chỉ là một sự tình cờ, hay số phận đã an bài như thế. Một buổi sáng trên đảo Min, một hòn đảo xa xôi vắng người ở, chàng trai tên Saichon (Nadech) vừa qua tuổi trưởng thành đã bắt gặp một cô gái (Yaya) tầm 17 tuổi, nằm bất tỉnh trên bờ biển. Cô bé là nạn nhân may mắn sống sót sau một vụ đắm tàu kinh hoàng vào hôm trước. Saichon đã đưa cô về nhà tận tình chăm sóc cho đến khi cô tỉnh lại. Và anh bất ngờ nhận ra cô đã không còn nhớ bất cứ một điều gì liên quan đến bản thân mình, thậm chí là cả tên họ của cô. Vì thế Saichon đã quyết định sẽ chăm sóc cho cô, và anh đặt tên cô là Nang Fah (thiên thần). Thời gian trôi qua, hai người đã nảy sinh tình cảm và quyết định gắn kết cuộc đời với nhau. Ngày tháng yên bình trên đảo Min của hai người luôn tràn ngập trong niềm vui và hạnh phúc.
Trong khi đó, tại thành phố, Chompooprae (Mint), chị gái của Fahlada (tên thật của Nang Fah), luôn ngày đêm cho người ráo riết đi tìm em gái mình. Không phải vì tình chị em, mà vì Chompooprae cần có Fahlada, thì mới có thể thực hiện âm mưu chiếm đoạt gia sản của mình. Chompooprae thực tế chỉ là một đứa trẻ được bố mẹ của Fahlada nhận nuôi. Sau bao ngày tìm kiếm, cuối cùng Chompooprae cũng tìm ra được Fahlada, thông qua một lái buôn đến từ đảo Min. Chompooprae cho người tấn công Saichon và bắt Fahlada đưa về đất liền. Tất nhiên, Fahlada không thể nhớ ra Chompooprae là chị gái của mình, và không ngừng gọi tên Saichon. Khi tình trạng của Fahlada ngày càng trở nên nghiêm trọng, Chompooprae đã đề nghị cho Fahlada được chữa trị bằng liệu pháp sốc điện. Cuối cùng thì Fahlada cũng phục hồi được trí nhớ, nhưng lại quên tất cả những chuyện đã xảy ra trên đảo Min, bao gồm cả những ký ức về Saichon. Chompooprae cũng quyết định che giấu toàn bộ sự thật về khoảng thời gian trên đảo Min của Fahlada. Về phần Saichon, đau khổ vì đột nhiên bị mất đi người vợ yêu dấu, anh đã lặn lội lên Bangkok tìm kiếm Nang Fah trong vô vọng. Sau nhiều chuyện không may xảy ra tại Bangkok, Saichon đã quyết định bỏ lại tất cả sau lưng, tìm đến với Michael - một tỷ phú người Mỹ anh đã từng cứu sống. Ông đã nhận anh làm con nuôi và cùng đưa anh qua Mỹ.
Nhiều năm trôi qua, Saichon trở về Thái Lan với tư cách là CEO của một hãng hàng không danh tiếng, một doanh nhân thông minh giỏi giang, hào hoa phong nhã. Tình cờ Chompooprae lại chính là cộng sự của anh trong việc kinh doanh. Thông qua Chompooprae, anh đã bất ngờ gặp lại được người vợ năm xưa là Nang Fah - nay đã trở thành một Fahlada năng động, xinh đẹp, cá tính. Vẫn yêu Nangfah như ngày xưa, nên Saichon đã rất tức giận khi biết Fahlada hoàn toàn không nhớ gì về anh. Anh cho rằng Fahlada đã cố tình quên anh, quên đi chuyện hai người đã từng là vợ chồng, chỉ vì anh có xuất thân thấp hèn. Lợi dụng việc Chompooprae có tình cảm với mình, Saichon đã quyết định trả thù cả hai chị em. Anh qua lại với Chompooprae dù biết cô đã có vị hôn phu, mục đích chính là để gặp được Fahlada. Fahlada không biết điều đó, cô cho rằng anh đang cố ý phá hoại tình cảm giữa chị gái và anh rể tương lai của cô, nên luôn hành xử với anh rất gay gắt. Một đêm nọ, Saichon đã bị Fahlada làm cho tức giận đến mức... đã cưỡng bức cô, sau đó anh còn đe dọa cô không được nói chuyện này cho bất kỳ ai, nếu không người lãnh hậu quả sẽ chính là Chompooprae. Lo sợ điều không hay sẽ xảy đến với chị gái của mình, Fahlada đành để mặc cho Saichon tiếp tục giày vò. Trò chơi tình yêu đầy éo le của số phận này sẽ kết thúc ra sao...

## Diễn viên
- Nadech Kugimiya (Barry) vai Saichon / Charles Makovich
- Urassaya Sperbund (Yaya) vai Fahlada "Fah" Pimookmontra / Nang Fah
- Natwara Wongwasana (Mint) vai Chompooprae "Prae" Pimookmontra
- Thanawat Wattanaputi (Pope) vai Wattana "P'Mor" Sinthudej
- Savitree Suttichanond (Beau) vai Mami
- Methus Treewattanawareesin (Jack) vai James
- Chotika Wongwilas (Noey) vai Plernta
- Pidsanu Nimsakul (Boy) vai Sahat
- Chalermpol Thikamporntheerawong (Jack) vai Taeloy
- Wut Surinthorn vai Thongthai
- Kajanathaneeya Srirojwattana (Kitty) vai Suay
- Kluay Chernyim vai Sala
- Paweena Charivsakul (Jeab) vai Saengdao
- Panyapol Dejsong (AA) vai Yasa
- Wiyada Umarin vai Pirka
- Theerachart Theerawittayangkool (Aood) vai Nara
- Sripan Boonnak vai Areefa
- Baromwut Hiranyatsathiti (Mik) vai Veeradech
- Duangjai Hathaikarn vai Aunt Niam
- Peter Thunasatra vai Michael

## Ca khúc nhạc phim
- กลับมาเป็นเหมือนเดิมได้ไหม / Glap Ma Pen Muan Deum Dai Mai - Crescendo
- ที่รัก / Tee Rak - Pramote Pathan
- ทะเลสีดำ / Talay See Dum - Lula ft. Tar Paradox

## Giải thưởng
| Năm  | Giải                               | Hạng mục                         | Đề cử                               | Kết quả   |
| ---- | ---------------------------------- | -------------------------------- | ----------------------------------- | --------- |
| 2011 | Seesan Buntherng Awards            | Couple of the Year               | Nadech Kugimiya & Urassaya Sperbund | Đoạt giải |
| 2011 | Seesan Buntherng Awards            | Best Leading Actor               | Nadech Kugimiya                     | Đoạt giải |
| 2011 | Seesan Buntherng Awards            | Popular Leading Actor            | Nadech Kugimiya                     | Đoạt giải |
| 2011 | Seesan Buntherng Awards            | Female Rising Star               | Natwara Wongwasana                  | Đoạt giải |
| 2011 | Oops Magazine Awards               | Best Couple                      | Nadech Kugimiya & Urassaya Sperbund | Đoạt giải |
| 2011 | TV3 Fanclub Awards                 | Most Popular Actor               | Nadech Kugimiya                     | Đoạt giải |
| 2011 | TV3 Fanclub Awards                 | Most Popular Actress             | Urassaya Sperbund                   | Đoạt giải |
| 2011 | Entertainment Page 1 of 5          | Best Actress                     | Urassaya Sperbund                   | Đề cử     |
| 2011 | Star's Light                       | Best Cinematography              | Game Rai Game Rak                   | Đề cử     |
| 2011 | Star's Light                       | Best Editor                      | Game Rai Game Rak                   | Đề cử     |
| 2011 | Star's Light                       | Great Music Theatre              | Pramote Pathan                      | Đề cử     |
| 2011 | Big Fan Can Vote Season 2          | Cyber Fairy                      | Urassaya Sperbund                   | Đoạt giải |
| 2011 | Big Fan Can Vote Season 2          | Best Couple                      | Nadech Kugimiya & Urassaya Sperbund | Đoạt giải |
| 2011 | Big Fan Can Vote Season 2          | Male Rising Star                 | Tanawat Wattanaputi                 | Đoạt giải |
| 2012 | 9th Kom Chud Luek Awards           | Popular Leading Actress          | Urassaya Sperbund                   | Đoạt giải |
| 2012 | 9th Kom Chud Luek Awards           | Popular Leading Actor            | Nadech Kugimiya                     | Đoạt giải |
| 2012 | 9th Kom Chud Luek Awards           | Popular Drama                    | Game Rai Game Rak                   | Đề cử     |
| 2012 | Bang Awards 2012                   | Girl of the Year 2012            | Urassaya Sperbund                   | Đoạt giải |
| 2012 | Bang Awards 2012                   | Best Couple                      | Nadech Kugimiya & Urassaya Sperbund | Đề cử     |
| 2012 | Kerd Awards                        | Best Couple                      | Nadech Kugimiya & Urassaya Sperbund | Đoạt giải |
| 2012 | Gold Television Awards             | Best Leading Actress             | Urassaya Sperbund                   | Đề cử     |
| 2012 | Gold Television Awards             | Best Leading Actor               | Nadech Kugimiya                     | Đề cử     |
| 2012 | MThai Top Talk Awards              | Top Talk About Character Couples | Nadech Kugimiya & Urassaya Sperbund | Đoạt giải |
| 2012 | MThai Top Talk Awards              | Female Rising Star               | Natwara Wongwasana                  | Đoạt giải |
| 2012 | Mekhala Television Award           | Best Actress                     | Urassaya Sperbund                   | Đề cử     |
| 2012 | Mekhala Television Award           | Popular Leading Actress          | Urassaya Sperbund                   | Đoạt giải |
| 2012 | Siam Dara Star Awards              | Best Actor                       | Nadech Kugimiya                     | Đoạt giải |
| 2012 | Siam Dara Star Awards              | Best Actress                     | Urassaya Sperbund                   | Đề cử     |
| 2012 | Siam Dara Star Awards              | Popular Leading Actor            | Nadech Kugimiya                     | Đoạt giải |
| 2012 | Siam Dara Star Awards              | Siam Dara Heartthrob             | Urassaya Sperbund                   | Đoạt giải |
| 2012 | Siam Dara Star Awards              | Popular Vote Women               | Urassaya Sperbund                   | Đề cử     |
| 2012 | Siam Dara Star Awards              | Popular Vote Man                 | Nadech Kugimiya                     | Đề cử     |
| 2012 | Siam Dara Star Awards              | Best Villain                     | Natwara Wongwasana                  | Đề cử     |
| 2012 | Siam Dara Star Awards              | Popular Drama                    | Game Rai Game Rak                   | Đề cử     |
| 2012 | Siam Dara Star Awards              | Director Wonderful TV Series     | Ampaiporn Jitmaingong               | Đề cử     |
| 2012 | Sudsapda Young and Smart Vote 2011 | Popular Leading Actor            | Nadech Kugimiya                     | Đề cử     |
| 2012 | Sudsapda Young and Smart Vote 2011 | Popular Leading Actress          | Urassaya Sperbund                   | Đề cử     |
| 2012 | 3rd Annual Nattaraj Awards         | Best Leading Actor               | Nadech Kugimiya                     | Đoạt giải |